# Istinomer
Istinomer je internet sajt pokrenut kao kopija američkog Politifact.com, dobitnika Pulicerove nagrade 2009. godine, u novembru iste godine koji istražuje i ocenjuje tačnost izjava srpskih političara i drugih javnih ličnosti kroz poređenje njihovih izjava sa činjenicama ili ranijim tvrdnjama. Sajt je član od Međunarodne mreže fektčekera od 2017.

## Uredništvo
Istinomer uređuje tim novinara, političkih analitičara, stručnjaka i aktivnih građana koji prikupljaju izjave javnih ličnosti, a zatim ih analiziraju, upoređuju i ocenjuju. Analize i ocene se objavljuju svakodnevno na Istinomer sajtu. U razvijanju Istinomera učestvuju i čitaoci, šaljući komentare, predloge i inicijative. 
Direktorka projekta Istinomer je Vukosava Crnjanski Šabović, glavni i odgovorni urednik sajta je Siniša Dedeić, a Savetodavni odbor čine poverenik za informacije od javnog značaja i zaštitu podataka o ličnosti Rodoljub Šabić, direktorka istraživanja i odnosa sa javnošću u agenciji "Ipsos Strategic Marketing" dr Svetlana Logar, medijski stručnjak Dragan Kremer, književnik i direktor „Ebart konsalting“ Velimir Ćurgus Kazimir i direktor i glavni i odgovorni urednik novinske agencije Fonet Zoran Sekulić. 
Istinomer redovno na sajtu objavljuje "Retrovizor" Ljubomira Živkova i kolumne Dejana Jeremića.
Dnevni list Blic je svake subote objavljuje izjave i analize sa Istinomera sve do 2017.

## Uticaj
Novinske agencije FoNet, Beta i Tanjug, TV kanali RTS, RTV B92 i Pink, Radio Beograd, Radio B92, dnevna novinska izdanja Blic, Danas, Politika, 24 sata, Glas javnosti, Alo, Press, Kurir, Frankfurtske vesti i Narodne novine, nedeljnici Arena 92 i Ekonomist i nekoliko popularnih internet sajtova kao što je Mondo izveštavali su o sadržaju Istinomer sajta i objavljenim analizama. Pored toga, uspostavljena je saradnja sa dnevnim listom Blic koja je trajala do 2017, u kome se objavljuju Istinomer analize.

## Spoljašnje veze
- Istinomer
- Crta